# Ana Guadalupe Martínez
 (avril 2024).
La mise en forme du texte ne suit pas les recommandations de Wikipédia : il faut le « wikifier ».
Les points d'amélioration suivants sont les cas les plus fréquents. Le détail des points à revoir est peut-être précisé sur la page de discussion.
- Les titres sont pré-formatés par le logiciel. Ils ne sont ni en capitales, ni en gras.
- Le texte ne doit pas être écrit en capitales (les noms de famille non plus), ni en gras, ni en italique, ni en « petit »…
- Le gras n'est utilisé que pour surligner le titre de l'article dans l'introduction, une seule fois.
- L'italique est rarement utilisé : mots en langue étrangère, titres d'œuvres, noms de bateaux, etc.
- Les citations ne sont pas en italique mais en corps de texte normal. Elles sont entourées par des guillemets français : « et ».
- Les listes à puces sont à éviter, des paragraphes rédigés étant largement préférés. Les tableaux sont à réserver à la présentation de données structurées (résultats, etc.).
- Les appels de note de bas de page (petits chiffres en exposant, introduits par l'outil «  Source ») sont à placer entre la fin de phrase et le point final[comme ça].
- Les liens internes (vers d'autres articles de Wikipédia) sont à choisir avec parcimonie. Créez des liens vers des articles approfondissant le sujet. Les termes génériques sans rapport avec le sujet sont à éviter, ainsi que les répétitions de liens vers un même terme.
- Les liens externes sont à placer uniquement dans une section « Liens externes », à la fin de l'article. Ces liens sont à choisir avec parcimonie suivant les règles définies. Si un lien sert de source à l'article, son insertion dans le texte est à faire par les notes de bas de page.
- La présentation des références doit suivre les conventions bibliographiques. Il est recommandé d'utiliser les modèles {{Ouvrage}}, {{Chapitre}}, {{Article}}, {{Lien web}} et/ou {{Bibliographie}}. Le mode d'édition visuel peut mettre en forme automatiquement les références.
- Insérer une infobox (cadre d'informations à droite) n'est pas obligatoire pour parachever la mise en page.

Pour une aide détaillée, merci de consulter Aide:Wikification.
Si vous pensez que ces points ont été résolus, vous pouvez retirer ce bandeau et améliorer la mise en forme d'un autre article.
Pour les articles homonymes, voir Martinez.
Ana Guadalupe Martínez Menéndez est une dirigeante politique salvadorienne, l'une des cadres de guérilla les plus importantes de l'Armée populaire révolutionnaire (ERP) et du Front de libération nationale Farabundo Martí (FMLN), et autrice, née le 19 juin 1952 à San Geronimo (département de Santa Ana). Elle occupe actuellement la fonction de secrétaire générale adjointe du Parti chrétien-démocrate (PDC).
Pourtant méconnue aujourd'hui, la Commandante Ana Maria ainsi que son parcours mettent en lumière la présence des femmes dans les mouvements révolutionnaires internationaux. Elle est l'une des personnes ayant impulsé la lutte armée au Salvador et participe activement encore à ce jour à faire naître de son pays une volonté collective et populaire.

## Histoire
Ana Guadalupe Martínez est née le 19 juin 1952 dans l'hacienda de son grand-père maternel, à proximité de la municipalité de Metapan (département de Santa Ana). Elle est la fille de Froilán Martínez Flores, soldat au service des forces aériennes salvadoriennes, où il a servi comme pilote. Le 2 avril 1944, il participe au soulèvement d'un important groupe d'officiers des forces armées du Salvador contre la présidence du général Maximiliano Hernández Martínez. Cette situation le pousse à s'exiler. À son retour au pays, sa famille lui demande de ne pas réintégrer le secteur militaire. La mère de Ana Guadalupe, Lucila Menéndez, est issue d'une famille prospère de producteurs de café. Elle est influencée par les courants politiques du Parti chrétien-démocrate du Salvador, qui dans les années 1960 est orienté vers une ligne progressiste de centre-droit.
Ana Guadalupe commence à s'intéresser aux questions sociales et politiques en 1968, année d'obtention de son baccalauréat. Elle se passionne davantage pour les luttes sociales par le biais de sa tante paternelle, qui est à l'époque une dirigeante du secteur de l'enseignement, et plus précisément du mouvement ouvrier enseignant qui s'est formé en juin 1968.
En 1969, Ana Guadalupe commence ses études de médecine au Centre Universitaire d'Occident. Elle est influencée par l’esprit contestataire de l’époque. Cet intérêt continuera à grandir au début des années 1970, lorsqu'elle entre à l'Université nationale du Salvador pour poursuivre ses études. Elle rejoint les organisations étudiantes universitaires et participe à la grève générale de 69-70.
En 1973, lorsqu'Ana Guadalupe Martínez a à peine 19 ans, elle rejoint les rangs de l'Armée Révolutionnaire Populaire (ERP) et participe à ses actions clandestines, où elle acquiert le pseudonyme de María. Elle prend cette décision en partie à la suite de la vaste fraude électorale survenue en 1972 et qui a empêché l'accès de l'ingénieur José Napoleón Duarte à la présidence de la République. C'est durant cette période qu'elle abandonne ses études pour devenir cadre permanente au sein d'une cellule de l'ERP.
En 1975, Ana Guadalupe se rend aux États-Unis à l'initiative de sa famille, préoccupée par ses actions politiques, dans le but de l'isoler du centre de l'appareil de renseignement militaire de son pays. Mais ce voyage est aussi guidé par la fermeture de l’Université par le régime militaire. Son voyage ne durera que 9 mois et elle retourne au Salvador pour poursuivre son activité politico-militaire malgré tout.
Le 5 juillet 1976, elle est capturée par l'armée du Salvador. Sa famille ne sait pas où elle se trouve pendant toute la durée de son incarcération, suivie de son exil. Durant sa détention, elle subit de nombreuses violences et tortures; elle est régulièrement battue, électrocutée à plusieurs reprises, ainsi que victime d'agressions sexuelles, d'abus psychologiques et de viol.
Sa libération fait suite à un échange de prisonniers : L'ERP a alors enlevé Roberto Poma, membre d'un des groupes économiques les plus puissants du pays et a fait pression pour obtenir la libération d'Ana Guadalupe Martínez et de Roberto Mariano Jiménez, dit Marcelo, également membre de l'ERP. Au cours du rapt, le 27 janvier 1977, Roberto Poma est gravement blessé. Il décède au cours de sa détention. L'information est gardée secrète jusqu'à la libération des prisonniers Ana et Marcelo. À la suite de ces événements, Ana Guadalupe est exilée, d'abord en Espagne puis en Algérie, pour ensuite gagner la France, aidée par Roger Rey et Georges Mattéi, deux personnages importants du réseau clandestin de soutien au Front de Libération Nationale Algérien (pour une Algérie indépendante), jusqu'aux accords d'Évian en 1962.
Durant cette période d'un an, Ana Guadalupe écrit le livre Las Cárceles Clandestinas de El Salvador, publié en 1978 (El Salvador – Une femme du front de libération témoigne : publié en France en 1981) et dans lequel elle dénonce la situation des prisonniers politiques de son pays. C'est d'ailleurs dans cet ouvrage qu'elle fait mention du nom de son violeur, un certain Mario Rosales, membre de "La Spéciale", la police secrète salvadorienne.
Selon l'universitaire Natalia Ruiz, les livres Les prisons clandestines d'Ana Guadalupe Martínez et Je n'ai jamais été seule de Nidia Díaz fournissent des éléments pour comprendre la contribution des femmes dans la lutte armée du Salvador, ainsi que l'expérience de l'emprisonnement : « En bref, Ana Guadalupe et Nidia Díaz insèrent deux sujets traditionnellement marginaux comme les femmes détenues, dans un espace également marginal comme la prison, à partir duquel elles construisent un « je » avec une agence politique. Au sein de cette construction, sont traités non seulement des éléments féminins, comme la maternité et la sexualité, mais aussi les questions entre l'individuel et le collectif, le personnel et le politique ».
Ana Guadalupe retourne au Salvador lors du coup d'État de 1979, époque à laquelle la pression militaire dans le pays est retombée. C'est à ce moment qu'elle s'engage de nouveau dans la lutte clandestine au sein de l'ERP. Elle devient ainsi l'une des figures les plus importantes de cette guérilla, et également l'une des figures féminines les plus influentes du Front Farabundo Martí de Libération Nationale (FMLN) en octobre 1980.
Au cours des années 1980, comme beaucoup de femmes, Ana Guadalupe se distingue tant dans le domaine militaire que politique, lorsque la guerre civile éclate au Salvador. À partir de 1989, elle se fait remarquer, avec Salvador Samayoa, en tant que membre de la Commission Internationale du FMLN, à l'occasion des négociations de paix : ces dernières, menées avec le gouvernement du président Alfredo Cristiani, aboutissent à la signature des accords de paix de Chapultepec, le 16 janvier 1992.
À son retour à la vie civile, elle reprend ses études de licence en médecine préventive, qu'elle avait suspendues. Parallèlement, elle est membre du parti politique FMLN nouvellement créé. Cependant, une forte rupture au sein de ce parti la mène, avec Joaquín Villalobos, à fonder par la suite le Parti Démocrate, en devenant ainsi l'une des figures les plus emblématiques. Elle est également députée à deux reprises, ainsi que secrétaire générale adjointe du parti. Enfin, elle occupe actuellement la place de députée devant l'Assemblée Nationale au nom du Parti chrétien-démocrate (PDC).